# Mehamn
Mehamn (Noord-Samisch: Donjevuotna, Kveens: Meehaminais) een vissersplaats in de provincie Finnmark in het noorden van Noorwegen met ongeveer 700 inwoners. Mehamn is het administratieve centrum van de gemeente Gamvik. Mehamn is het beginpunt van het bijna 24 kilometer lange wandelpad naar Kinnarodden, het noordelijkste punt van het Europese vasteland. Sinds het plaatsje Gamvik niet meer wordt 'aangevaren' is Mehamn de noordelijkste aankomstplaats van de Hurtigruten. Mehamn heeft een eigen luchthaven.